# روبرت لي وولف
روبرت لي وولف (بالإنجليزية: Robert Lee Wolff)‏ هو مؤرخ أمريكي، ولد في 26 ديسمبر 1915، وتوفي في 11 نوفمبر 1980.